# Euaugaptilus modestus
Euaugaptilus modestus är en kräftdjursart som beskrevs av Brodsky 1950. Euaugaptilus modestus ingår i släktet Euaugaptilus och familjen Augaptilidae. Inga underarter finns listade i Catalogue of Life.